# Estela de Zurita

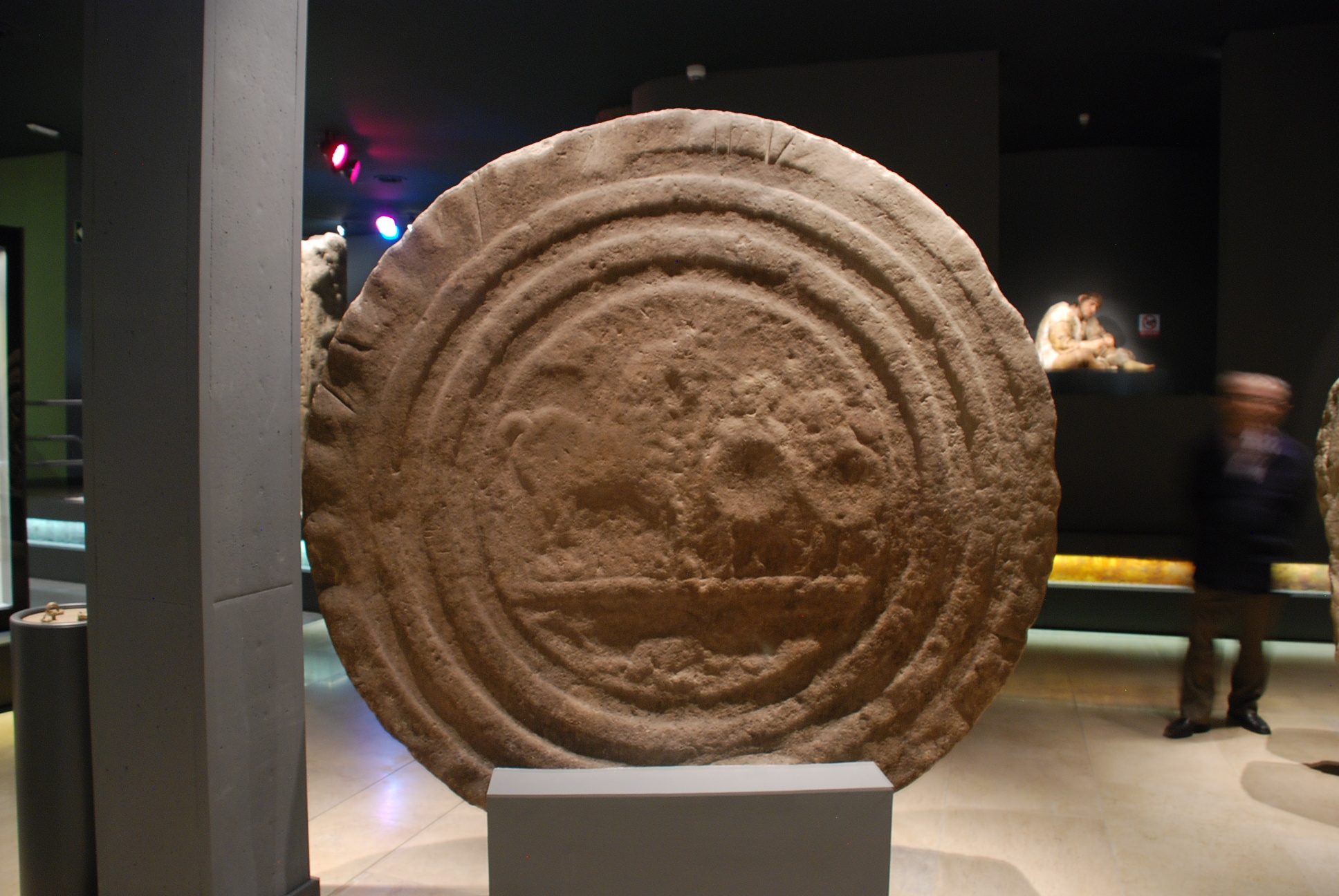
Anverso de la estela de Zurita.

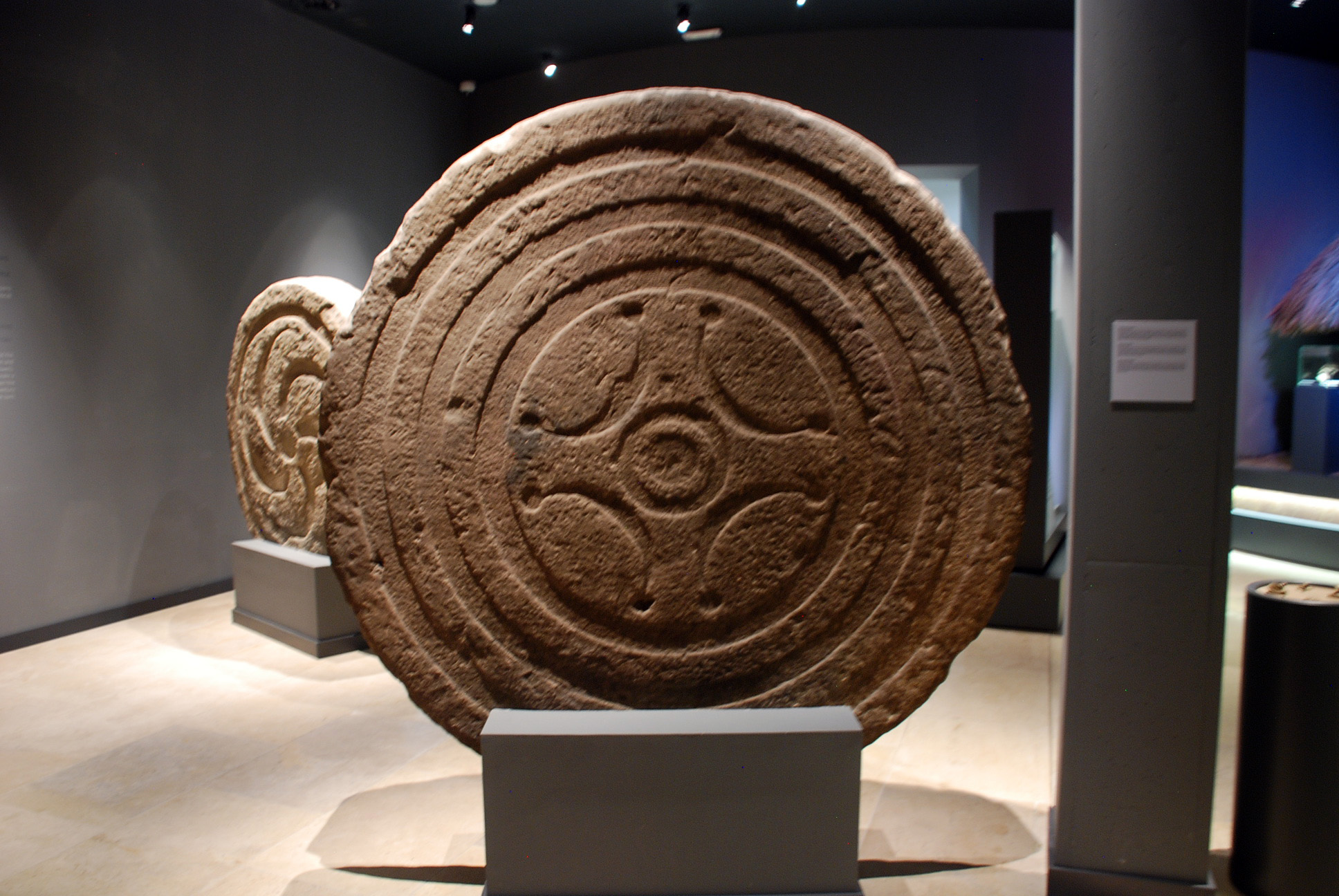
Reverso de la estela de Zurita.

La estela de Zurita es una estela cántabra discoidea gigante hallada en Zurita (municipio de Piélagos, Cantabria, España). Es un disco de piedra arenisca labrada con bajorrelieves de dos metros de diámetro. Es prerromana; está datada entre finales del siglo I a. C. y principios del siglo I d. C., no sabiéndose si se trata de un monumento genuinamente cántabro o de una Cantabria escasamente romanizada; en cualquier caso la factura es tosca y no presenta signos de romanización. Se ha relacionado constantemente con la religión de los antiguos cántabros, y ha servido de argumento para diversas hipótesis acerca de la existencia en Cantabria de diversas costumbres celtíberas o de formas similares de las mismas. Forma parte del escudo del municipio, aunque se sabe que fue transportada a Zurita desde otro lugar, probablemente desde el valle de Buelna, cuyas estelas gigantes presentan grandes similitudes con la de Zurita.
Actualmente, es propiedad del Museo Regional de Prehistoria y Arqueología de Cantabria, con sede en Santander.

## Descripción
Uno de sus lados representa entre círculos concéntricos un caballo y dos guerreros armados que parecen estar cubiertos con pieles de animales. Tras estudiar detenidamente los detalles de esta escena, se cree que puede estar relacionada con la costumbre de algunos pueblos prerromanos que realizaban sacrificios de caballos a modo ritual. Tras realizar un calco de las extremidades inferiores del animal, se observó que parece tener atadas las patas entre sí, además situar los cascos de las mismas un poco por encima del suelo. Este dato unido a la posición de su cuello y cabeza, ligeramente echada hacia atrás, hacen pensar que el caballo intenta recular, circunstancia determinante para interpretar esta escena apoyada perfectamente en las fuentes clásicas. Según citaban Horacio (Carmina III, 4, 34) y Silio Itálico (Púnica III, 360) una de las tribus cántabras más conocidas, los concanos, se enfervorizaban al tomar sangre de caballo, dándoles vigorosidad y fuerza. Encontramos símiles de este tipo de muertes citadas por Estrabón (III, 3, 7) en los pueblos del norte de Lusitania y una curiosa cita según Plutarco (Plut. Quaest. Rom. 83) en la que hace referencia a que la paz entre los bletonenses se sellaba con la muerte de un hombre y un caballo. Curiosamente, esta escena podría coincidir con el plano superior de la estela.
En un plano inferior se observa un guerrero muerto siendo devorado por un buitre. Esta última escena está asociada tanto al culto solar de tradición celta como al séquito de una deidad de la guerra, y se repite en otros monumentos, como en ciertas cerámicas de Numancia; en este caso representaría una costumbre prerromana por la cual se dejaban los cuerpos de los guerreros caídos en combate sin enterrar, como muestra de honor. De esa manera los buitres llevarían al hombre al Cielo. El otro lado, también entre círculos concéntricos contiene unos motivos geométricos de simbología astral, representando cuatro lunas crecientes. Probablemente, se tratase del paraíso al cual llegaría el guerrero.